# ハインリヒ・ハイネ
クリスティアン・ヨハン・ハインリヒ・ハイネ（Christian Johann Heinrich Heine, 1797年12月13日 - 1856年2月17日）は、ドイツの詩人、文芸評論家、エッセイスト、ジャーナリスト。デュッセルドルフのユダヤ人の家庭に生まれる。名門ゲッティンゲン大学卒業、法学士号取得。当初は商人、ついで法律家を目指したが、ボン大学でA・W・シュレーゲルの、ベルリン大学でヘーゲルの教えを受け作家として出発。『歌の本』などの抒情詩を初め、多くの旅行体験をもとにした紀行や文学評論、政治批評を執筆した。1831年からはパリに移住して多数の芸術家と交流を持ち、若き日のマルクスとも親交があり、プロレタリア革命など共産主義思想の着想に多大な影響を与えた。
文学史的にはロマン派の流れに属するが、政治的動乱の時代を経験したことから、批評精神に裏打ちされた風刺詩や時事詩も多く発表している。平易な表現によって書かれたハイネの詩は、様々な作曲者から曲がつけられており、今日なお多くの人に親しまれている。

## 生涯

### 生い立ち
ハイネは1797年12月13日、デュッセルドルフのユダヤ人の家庭にハリー・ハイネ（Harry Heine）として生を受けた。父ザムゾン・ハイネ（Samson Heine、1764年 - 1828年）はハノーファーからハンブルクに移った一族の出身の織物商であり、母ベティ（Betty、1771年 - 1859年）は宮廷付き銀行家ゲルテン一族の出身であった。ハイネは長男であり、妹のシャルロッテはのちハンブルクの商人に嫁ぎ、次男のマクシミーリアンは長じてからサンクトペテルブルクの医師に、末弟のグスターフはウィーンの新聞発行者となっている。
1803年、イスラエル人の私学校リンテルゾーンに入学する。翌年、ナポレオン法典が公布され、ユダヤ人でもキリスト教徒の学校に入ることが許されたため、リンテルゾーンと並行してフランシスコ派修道院内の標準学校に入学する。少年時代のハイネは「ハリー」というイギリス風の名前やユダヤ人の出自のために、周囲のからかいの対象となった。1807年、10歳でリュツェウムの予備学級に入学、1810年にデュッセルドルフのギムナジウムに進学する。これらと並行して、図画や音楽、ダンス、フランス語の個人レッスンも受ける。

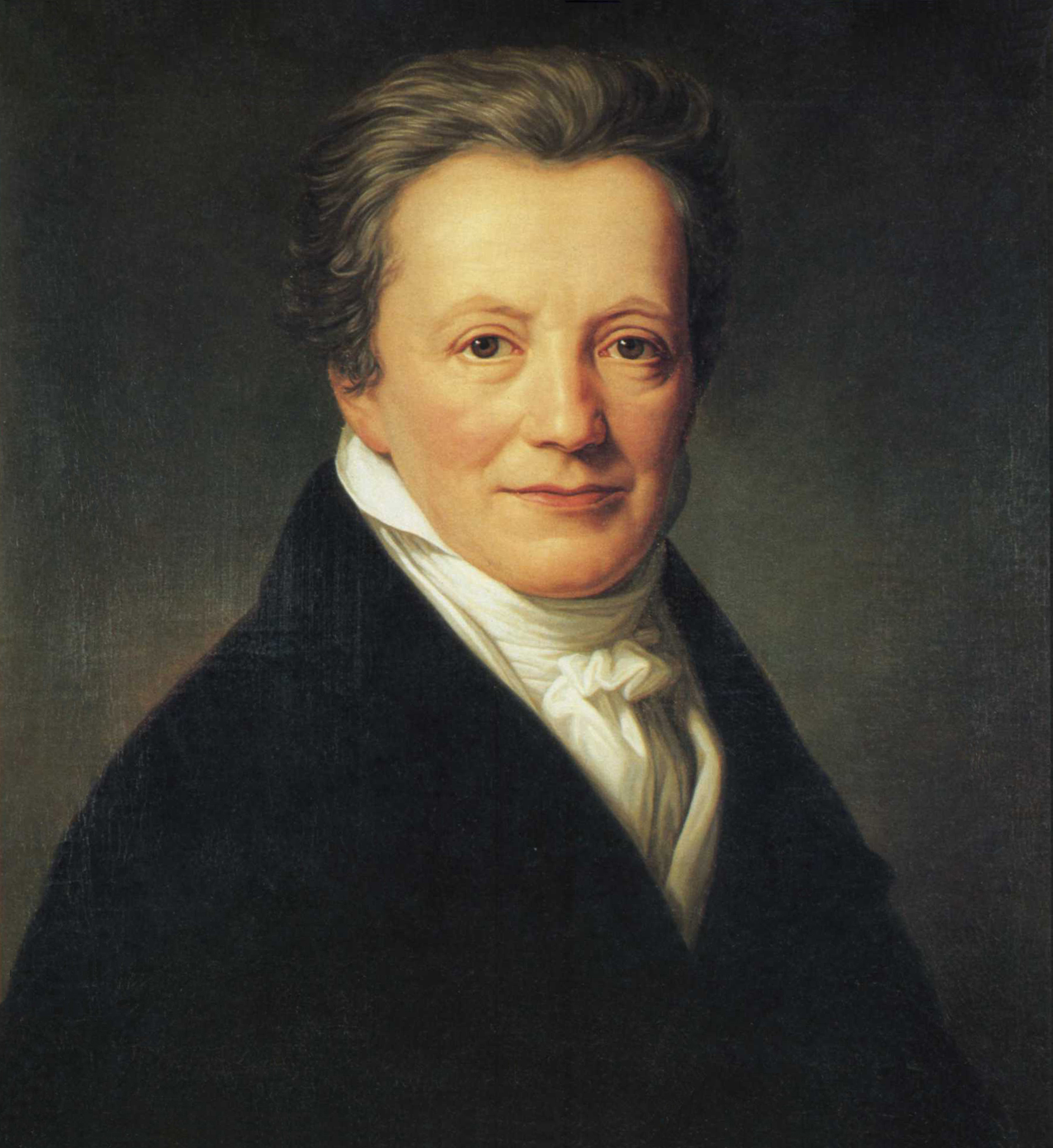
終生詩人を援助した叔父ザロモン・ハイネ

1814年にハイネはギムナジウムを中退し、商人となるためにファーレンカンプ商業学校に通った。18歳になるとフランクフルトの銀行家リンツコップのもとで2ヶ月ほど無給見習いをしたのち、ハンブルクの有名な銀行家・慈善家であった叔父ザロモン・ハイネ（Salomon Heine）のもとで3年間の無給見習いとして勤めた。最後の1年は叔父の援助によって「ハリー・ハイネ商会」を経営したが、1年の間に潰れている。ハンブルクではハイネは叔父ザロモンの別荘に住んでいたが、ザロモンの娘（すなわちハリーの従姉妹）アマーリエに恋心を抱き、このときの失恋体験がのちの恋愛抒情詩の出発点となった。

### 大学時代
1819年、ハイネは商人の道を歩むのをやめ、叔父の資金援助を受けてボン大学に入学する。法律家を目指しての入学であったが法学や行政学の傍らで文学の講義も取っており、アウグスト・ヴィルヘルム・シュレーゲルによるペトラルカの講義を聴いて感銘を受けている。この頃に論文『ロマン主義』や戯曲『アルマンゾル』を執筆し、文筆活動を始める。
1820年、ボン大学を2学期間で辞め、名門ゲッティンゲン大学に入学する。しかし、決闘沙汰を起こしてわずか3ヶ月で諭旨退学となり、すぐにベルリン大学に移る。ベルリンでは終生師と仰ぐことになるヘーゲルと出会い、彼の論理学、宗教哲学、美学を学んだ。ハイネは1822年に初の著書『詩集』を刊行、続けて『ウィリアム・ラドクリフ』などの戯曲の刊行を始め、新進作家として声望を得ており、ベルリンではラーエル・ファルンハーゲン家（Rahel Varnhagen von Ense）のサロンに出入りしたほか、アーデルベルト・フォン・シャミッソーやクリスティアン・ディートリヒ・グラッベと交流を持った。
1824年、学業にけりをつけるために再びゲッティンゲン大学に戻る。この年9月から10月にかけて、ハルツ山地を抜ける徒歩旅行（翌年『ハルツ紀行』としてまとめられる）を行っており、各地を訪れたのち、ヴァイマルのゲーテを訪問するが冷遇を受ける。1825年6月、ユダヤ教からプロテスタントに改宗、ゲッティンゲン近郊ハイリゲンシュタットで洗礼を受け、クリスティアン・ヨハン・ハインリヒ・ハイネとなる。この改宗は家族に伝えないまま行なわれており、両親が改宗を知ったのはずっと後になってのことだった。この年ゲッティンゲン大学を卒業し、法学の学士を取得した。

### ドイツでの文筆生活
すでに学生時代より50以上の雑誌に寄稿を行なっていたハイネは職業作家、ジャーナリストとしての活動をはじめた。大学終了後はまずノルデルナイ島で休養を取り、その後両親の住むリューネブルクを訪れたのち、ハンブルクに移住した。1826年よりハンブルクのカンペ書店から『旅の絵』の刊行を開始し、1827年には没年まで13版を重ねた代表詩集『歌の本』を同書店より刊行している。
1827年にミュンヘンに移るが、この旅上、カッセルでグリム兄弟と、フランクフルトでルートヴィヒ・ベルネと知己を得ている。ミュンヘンではコッタ出版の『新一般政治年鑑』編集者となり、またハイネの多くの詩に曲をつけることになるロベルト・シューマンと親交を結んだ。その後、1829年にベルリンへ転居する。その間にイギリス、オランダ（1827年）、イタリア（1829年）、ヘルゴラント島（1830年）を旅行し、それらの体験は『旅の絵』や『イギリス断章』などの作品に結実する。
1830年よりサン＝シモン主義に親しむようになるが、著作中の政治批判や社会批判により、次第にドイツ当局から監視の目を向けられることになった。

### フランス時代

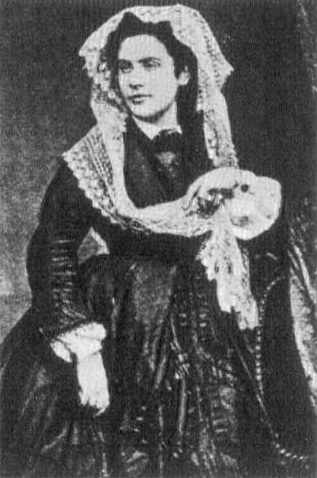
妻マチルド・ハイネ

ハイネはフランス移住を決意し、1831年5月に終生までの住処となるパリに移った。ハイネはフランス時代に多くの著名な芸術家、文学者やサン＝シモニストと交流を持っており、その中には作曲家エクトル・ベルリオーズ、フレデリック・ショパン、フランツ・リスト、ジョアキーノ・ロッシーニ、フェリックス・メンデルスゾーン、リヒャルト・ワーグナー、作家オノレ・ド・バルザック、ヴィクトル・ユーゴー、ジョルジュ・サンド、アレクサンドル・デュマらが含まれる。
1832年、ゲーテの死を受けて「文学の決算書」として『ドイツ近代文学の歴史のために』を執筆した。このころより青年ドイツ派の作家ハインリヒ・ラウベと交流を持つようになるが、1835年にドイツ連邦議会により青年ドイツ派の出版が禁止され、ハイネは彼らの筆頭に上げられてしまう。1839年、ルートヴィヒ・ベルネの死をうけて『ベルネ覚書』に取り組む。1841年、クレッサンス・ユージェニー・ミラー（愛称マチルド）と結婚する。
1843年、パリで25歳のカール・マルクスと親交を結び、1845年のマルクスの出国まで頻繁に会う。マルクスはハイネの『ドイツ冬物語』（13年ぶりのドイツ旅行を題材にしたもの）の出版の手助けをするなど援助に努め、ハイネもマルクスに多くの詩を読み聞かせて意見を求めた。1844年、シレジアの窮乏した織物工が起こした蜂起を題材にした時事詩「貧しき職工たち」（のち「シレジアの職工」）を『フォーアベルツ』誌に発表、社会主義者の機関紙でフリードリヒ・エンゲルスの激賞を受ける。同年『新詩集』を刊行する。独仏間の橋たらんとして執筆してきたハイネは、1840年代のフランス・ナショナリズムのライン左岸に対する領土要求に反対する一方、アルザス・ロレーヌ地方の帰属については、「その地の住民が自由と平等の理念によってフランスに結びついていることへの配慮をドイツの読者に要請した」。　

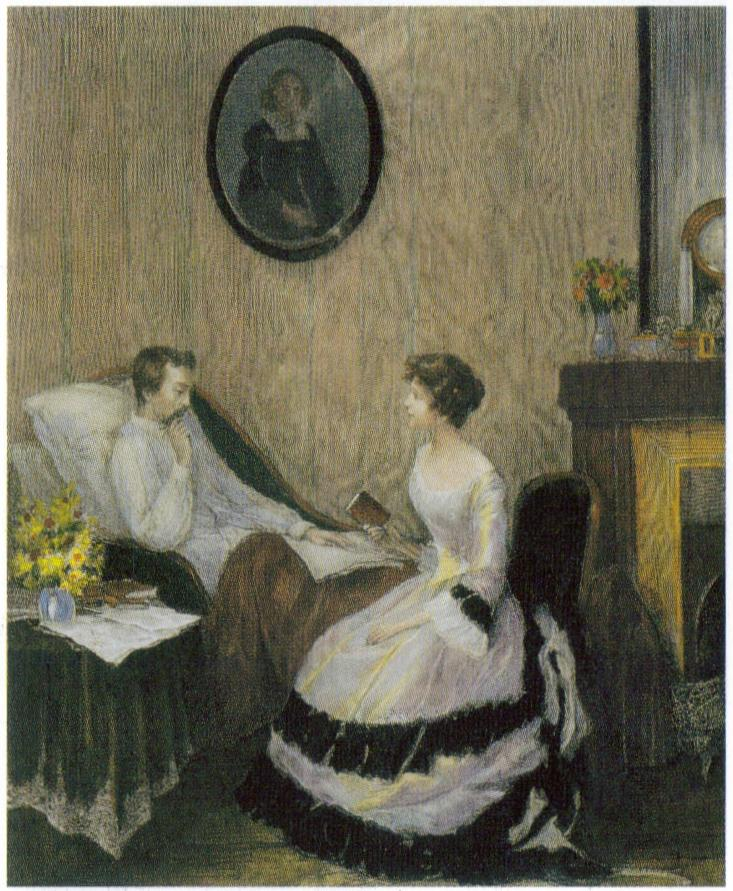
晩年のハイネを訪れるムーシュ（ハインリヒ・レフラー作）

1844年に生涯ハイネを援助していた叔父ザロモン・ハイネが死去し、ハイネを含めた親族間で激しい遺産争いが起きる。この争いは、1847年に甥のカールがパリのハイネを訪れて合意が成立するまで続いた。このころよりハイネは麻痺（多発性硬化症か梅毒だと考えられている）にかかって健康状態が急速に悪くなり、1846年にはドイツでハイネ死去の誤報が流れた。1848年には体半分が動かなくなり、5月のルーブル美術館訪問を最後に外出ができなくなった。この頃から、当時のベストセラー作家にして女性解放運動の先駆者ファニー・レーヴァルト（Fanny Lewald, 1811-1889）との交流が始まる。彼女の手紙や回想録は、「瀕死の状態にあったハイネの身体的、精神的状況を知る上で」貴重な記録である。1851年、『歌の本』『新詩集』とともに三大抒情詩と呼ばれる『ロマンツェーロ』を刊行する。1855年、病床のハイネのもとにムーシュ（蝿）の愛称で呼ばれたエリーゼ・クリニッツ（Elise Krinitz ；作家としてのペーネーム：Camille あるいは Camilla Selden）という若い女性がたびたび訪れるようになり、翌年の死去まで最晩年の詩人と交流をもった。ハイネは1856年2月17日に亡くなり、モンマルトル墓地に埋葬された。妻マチルドは1883年に死去した。2人に子供はいなかった。

## 遺産
ハイネの詩には多くの音楽家から曲が付けられており、とりわけ『歌の本』の詩からは多くの歌曲が生まれている。1838年にフリードリヒ・ジルヒャーによって曲が付けられた「ローレライ」（『歌の本』収録）はよく知られており、ナチス時代にはハイネの著作は焚書の対象になったが、この詩だけは作詩者の名前が抹消されて歌われていた。フランツ・リスト、クララ・シューマンもこの詩に曲を付けている。
またミュンヘン時代より交流のあったロベルト・シューマンは、『歌の本』に収録された作品群から『詩人の恋』『リーダークライス作品24』『二人の擲弾兵』などの歌曲を作っており、フランツ・シューベルトの歌曲集『白鳥の歌』もこの詩集のなかの「帰郷」から詩がとられている。フェリックス・メンデルスゾーンが作曲した「歌の翼に」なども『歌の本』からの詩である。ほかにツェーザリ・キュイがハイネの悲劇をもとにオペラ『ウィリアム・ラトクリフ』を作曲している。ハイネは、晩年の彼と交流した、当時のベストセラー作家にして女性解放運動の先駆者ファニー・レーヴァルト（Fanny Lewald, 1811-1889）から、彼の「ローレライ」がジルヒャーによって作曲されていることを知り、ロベルト・シューマンによって作曲された「君は花のごとく」（Du bist wie eine Blume）などとともに、ドイツでは民謡のように歌われていると聞いて喜んだという。
日本では、森鷗外が翻訳したのを始め、明治時代より多数の著書が翻訳されており、萩原朔太郎、佐藤春夫など多くの詩人に親しまれた。
ハインリヒ・ハイネ学会提案に基づき、1972年デュッセルドルフ国際ハイネ会議（Internationaler Heine-Kongreß 1972 in Düsseldorf）にむけて編集発行された、ハイネ生誕 175 周年記念アンソロジー『告白　現代の作家たちの心の中のハイネ』（Wilhelm Gössmann u.a.(Hrg.): Geständnisse: Heine im Bewußtsein heutiger Autoren. Düsseldorf: Droste Verlag 1972）には90人の作家がエッセー等を寄せている。例えば、 トーマス・マンの息子で著名な歴史家のゴーロ・マン（Golo Mann）は、「ドイツの少なくない数の詩人たち無しにでも私は自分のことを思い浮かべることができるでしょう。例えば、ヘルダーリン 無しにでも。・・・たぶんゲーテ無しにすら、できるでしょう。ハイネ無しにはそうならないのです。これは血肉化しているのです。これはみずらの同一性の一片となっているのですから」と述懐している。また、ギュンター・グラスは編者ゲスマン（1973年- 1983年ハインリヒ・ハイネ学会長）とのインタビューにおいて、「私にとって彼は、 ヨーロッパ 啓蒙主義の伝統の中に立つ人なのです。そしてこの啓蒙主義の栄光と悲惨をもろもろの可能性や限界で、また、あまりに明示するというその内在的な危険、つまり論争癖で体現しているのです」と語っている。
『ドイツ冬物語』は、ドイツの有力週刊新聞ディー・ツァイトの「名著100選」（1980）の一つに取り上げられ、ヴォルフ・ビーアマンがエッセーを寄せている。
ハイネは親友モーゼス・モーザー（Moses Moser; 1797-1838）宛の書簡（1825年10月8日付け）において、«Gollownins Reise nach Japan»（ゴロヴニンによる『日本幽囚記』）を薦めて、この本からは、日本人が地球上で最も文明化した、最も洗練された民族（»das civilisirteste, urbanste Volk auf der Erde»）であることが読み取れる、私は日本人になりたい（»Ich will ein Japaner werden.»）、と書いている。

## 主要著書
- 詩集（Gedichte, 1821年）

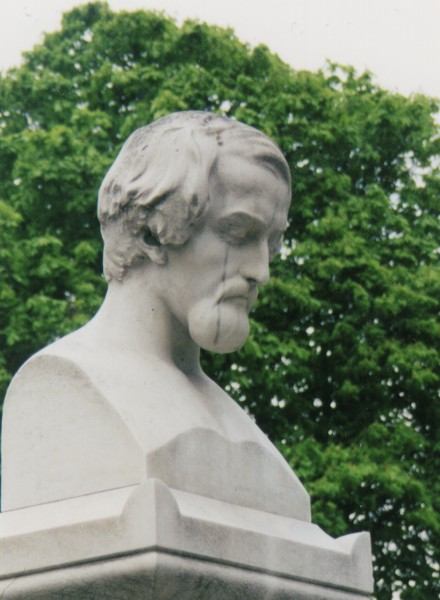
モンマルトルの墓地にあるハイネの胸像

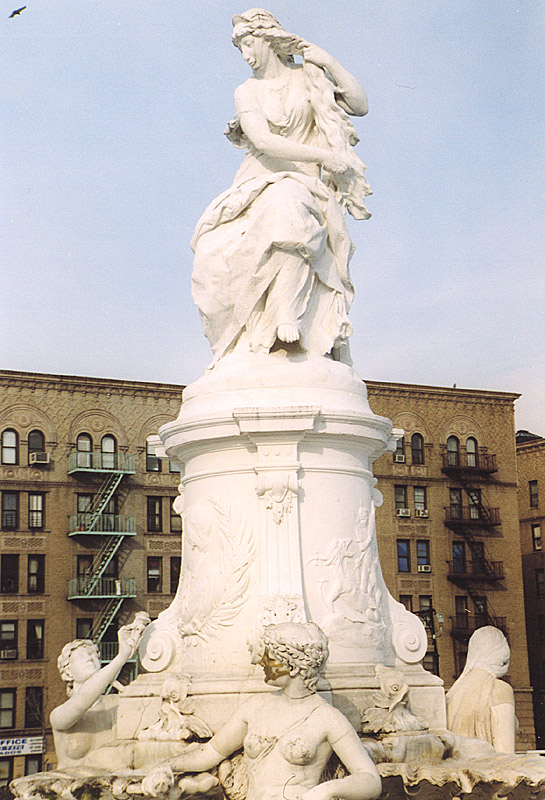
ローレライをモチーフにしたハイネの記念碑（ニューヨーク、ブロンクス区）

- 叙情間奏曲付き悲劇（Tragödien, nebst einem lyrischen Intermezzo, 1823年）
- 旅の絵（Reisebilder, 1826年-1831年） Reisebilder, 1831

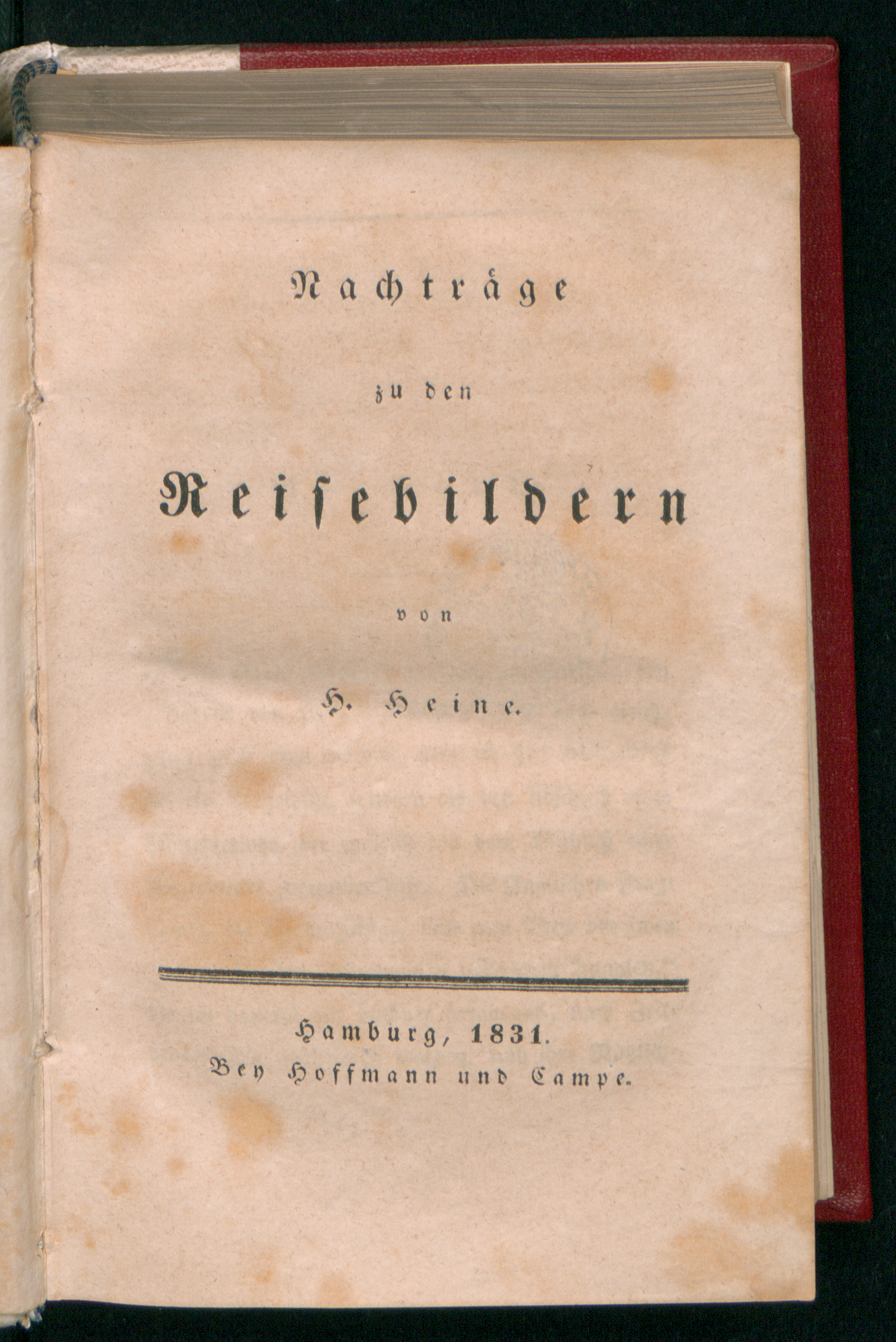
Reisebilder, 1831

- ハルツ紀行（Die Harzreise, 1826年） 内藤匡訳、岩波文庫（1934年）
- イギリス断章（Englische Fragmente, 1827年）
- 歌の本（Buch der Lieder, 1827年） 井上正蔵訳、岩波文庫（1950年）
- フランスの現状（Französische Zustände, 1833年）
- ドイツ近代文学の歴史のために（Zur Geschichte der neueren schönen Literatur in Deutschland, 1833年）
- ロマン派（Die romantische Schule, 1836年） 山崎章甫訳、未來社
- タンホイザー伝説（Der Tanhaeuser-Eine Legende, 1836年）
- サロン（Der Salon, 1836年-1840年）
- ルートヴィヒ・ベルネ覚書（Über Ludwig Börne, 1840年）
- 新詩集（Neue Gedichte, 1844年）
- ドイツ冬物語（Deutschland. Ein Wintermärchen, 1844年） 井汲越次訳、岩波文庫（1941年）
- アッタ・トロル（Atta Troll. Ein Sommernachtstraum, 1847年） 井汲越次訳
- ロマンツェーロ（Romanzero, 1851年） 井汲越次訳、岩波文庫（1951年）
- ファウスト博士（Der Doktor Faust, 1851年）
- 流刑の神々（Les Dieux en Exil, 1853年） 
  - 流刑の神々・精霊物語　小沢俊夫訳、岩波文庫（1980年）
- ルテーチア（Lutezia, 1854年） 土井義信訳、木庭宏、宮野悦義、小林宣之訳、松籟社（1999年）
- 雑文（Vermischte Schriften, 1854年）
- ドイツ古典哲学の本質　伊東勉訳　岩波文庫（1951年）のち改版

作品集（日本語訳）
- 『世界文学大系78　ハイネ』井上正蔵ほか訳、筑摩書房、1964年
- 『ハイネ散文作品集』木庭宏責任編集、松籟社（全6巻）、1987-2008年
- 『ドイツ・ロマン派全集16　ハイネ』大澤慶子ほか訳、国書刊行会、1989年